# Chouchi
Pour l’article homonyme, voir Chouchi (région).
Choucha
Choucha (en azéri : Şuşa) ou Chouchi (en arménien : Շուշի) est une ville d'Azerbaïdjan, située au Haut-Karabagh, dans le raion de Choucha.
De 1923 à 1991, elle fait partie de l'oblast autonome du Haut-Karabagh puis, de 1991 à 2020, de la république du Haut-Karabagh.
Elle repasse sous le contrôle de l'Azerbaïdjan dans le cadre de l'accord de cessez-le-feu sur le Haut-Karabagh du 10 novembre 2020.

## Géographie
Chouchi est située au centre du Haut-Karabagh, à une quarantaine de kilomètres de la frontière avec l'Arménie. Elle est perchée à une altitude comprise entre 1 400 et 1 800 m.

## Histoire
Les premières mentions de la ville apparaissent au Moyen Âge. La ville et la forteresse de Chouchi sont ensuite mentionnées en tant qu'élément important d'un des districts militaires d'Arménie orientale qui joue un rôle clef dans la campagne du commandant arménien Avan Yuzbashi (en), soutien de David Bek, contre les forces ottomanes ayant envahi le Caucase du Sud dans les années 1720-1730. Situées dans le mélikat arménien de Varanda, elles sont ainsi mentionnées en 1725 dans un rapport de Kehva Chelebi, chargé de la correspondance entre les méliks du Karabagh et les autorités russes. La forteresse entre ensuite à la fin des années 1760 en possession de Panah Ali Khan, fondateur du khanat du Karabagh, peut-être par tromperie.

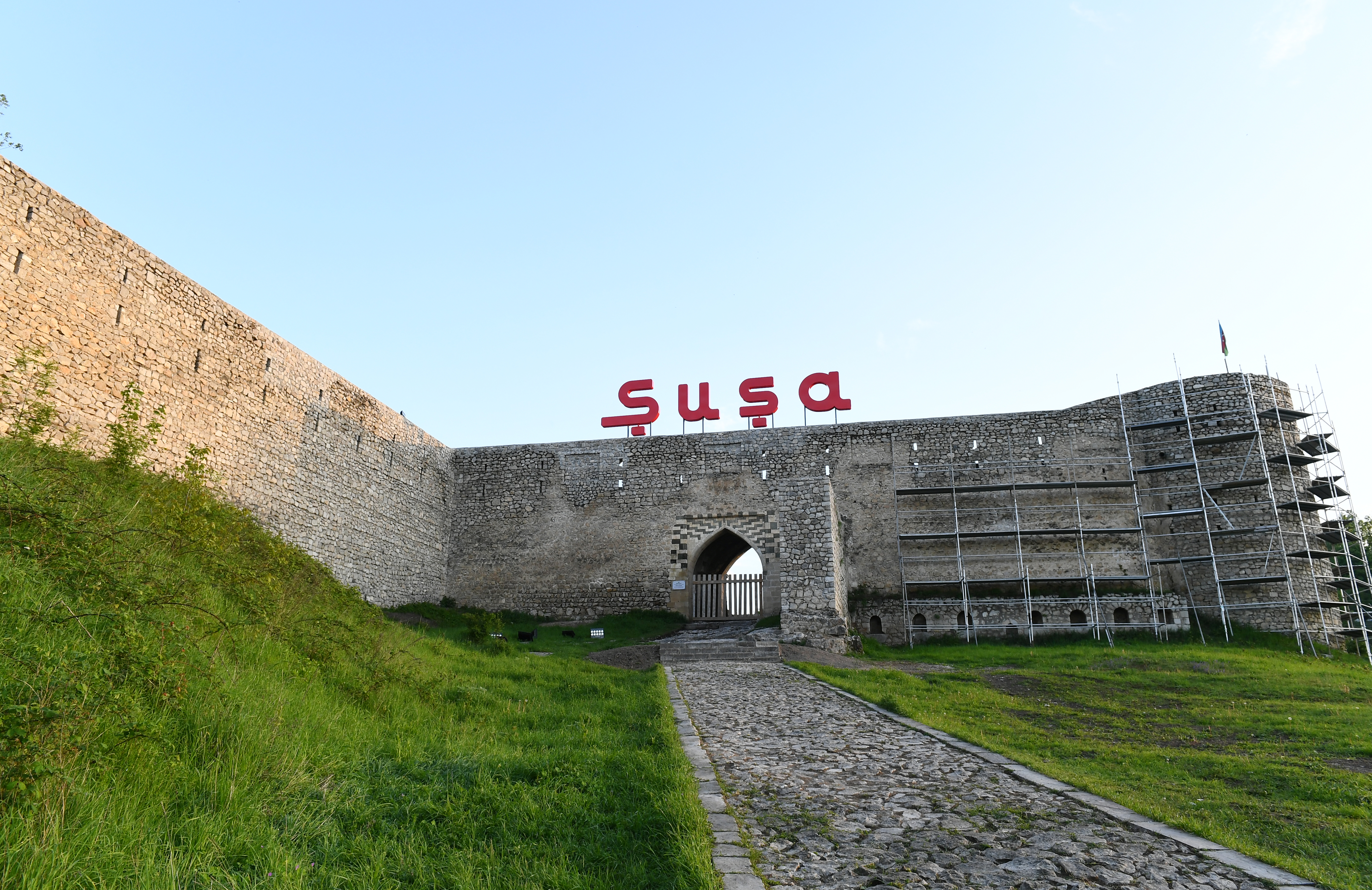
Forteresse de Chouchi en 2021.
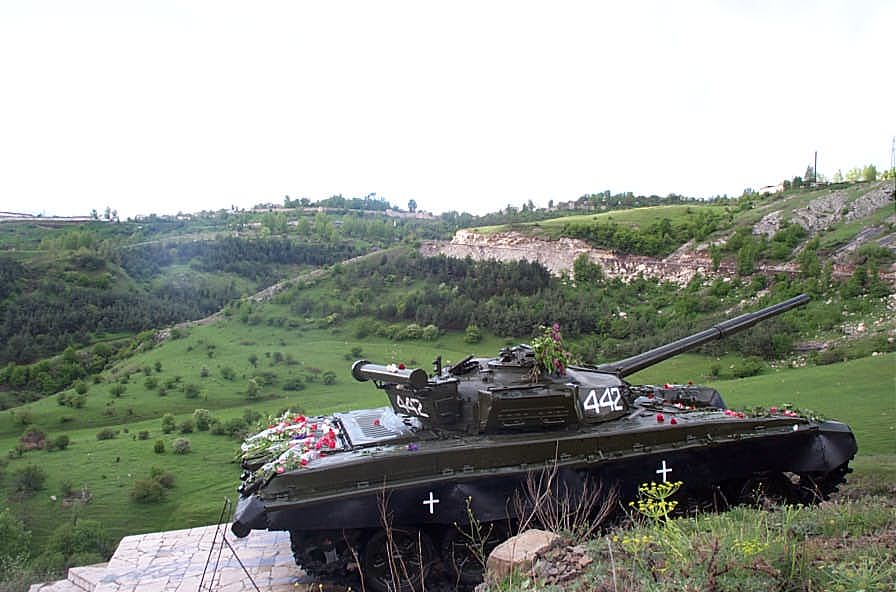
Monument à la prise de la ville par les Arméniens.
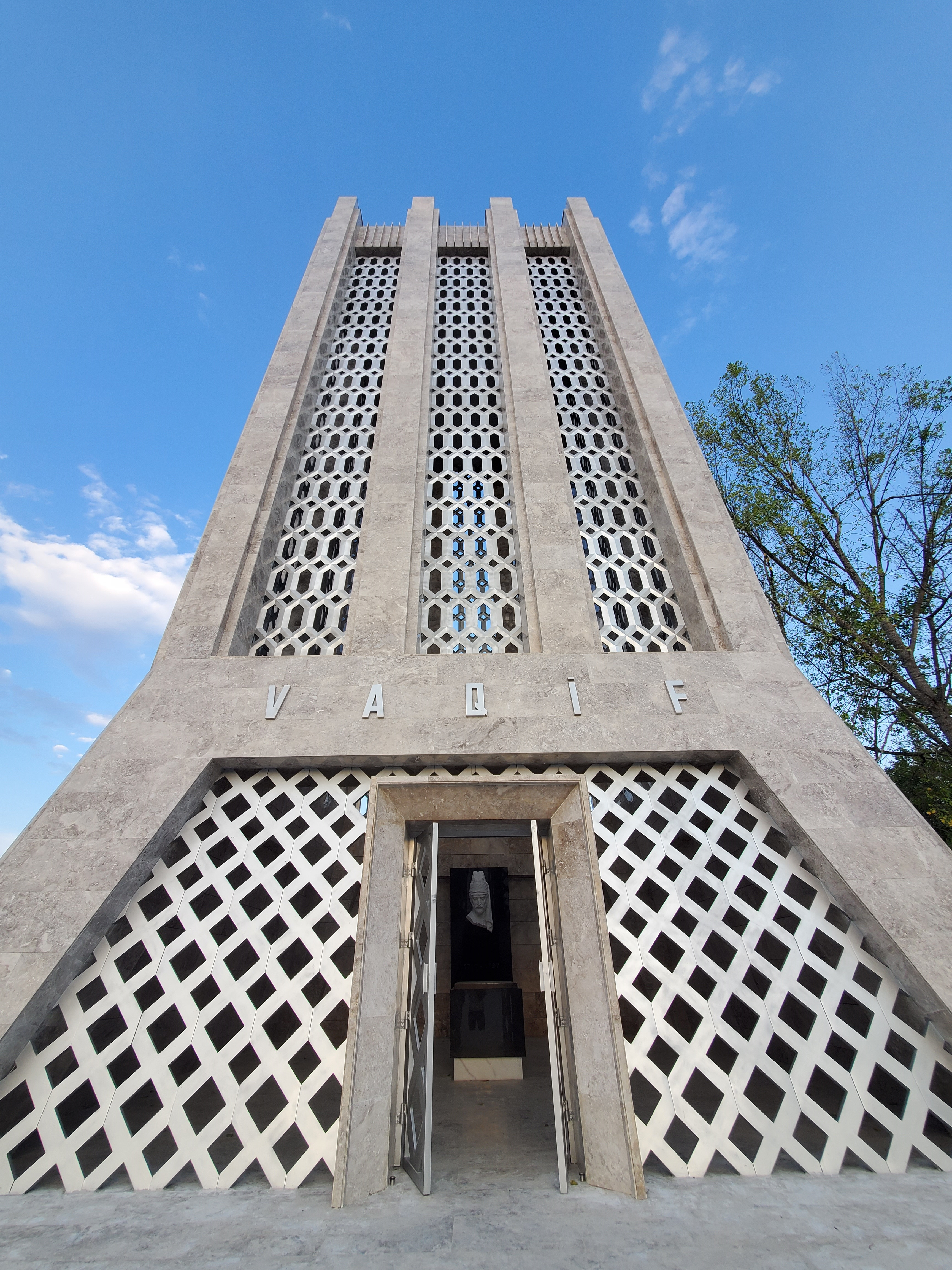
Mausolée de Molla Panah Vaguif en septembre 2021.
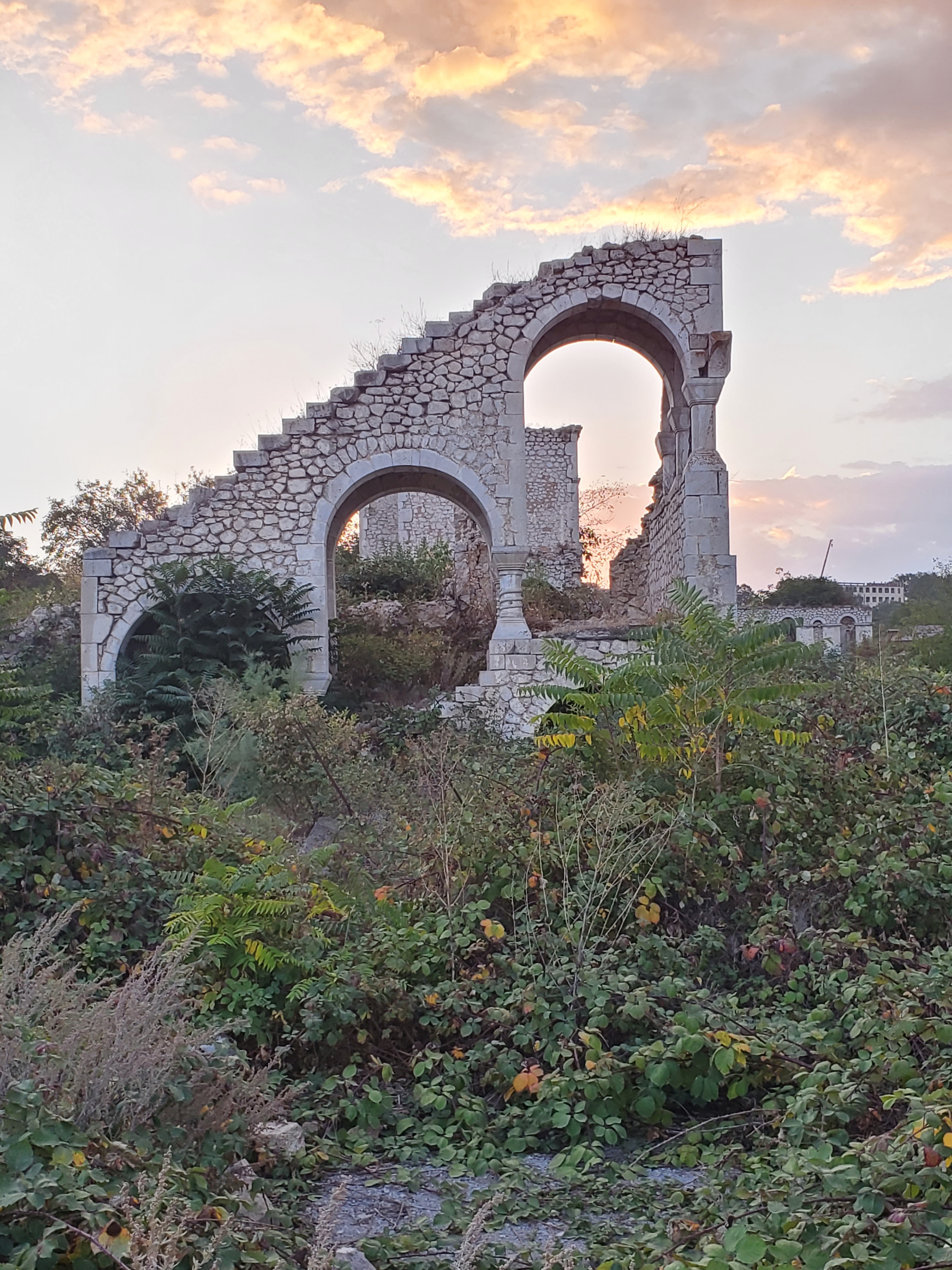
Les ruines de Hacı Quluların mülkü (az) à Chouchi, datant du XIXe siècle, en septembre 2021.

Selon une autre version, défendue par des historiens azerbaïdjanais, la ville est fondée en 1750 par Panah Ali Khan.
La période qui suit est marquée par des conflits répétés avec la Perse voisine.
Au XIXe siècle, l'influence russe sur le Caucase ne cesse de grandir et, en 1805, le Karabagh est intégré à l'Empire russe. Durant la guerre russo-persane de 1826-1828, la citadelle de Chouchi résiste durant plusieurs mois sans jamais être prise. Par la suite, la ville ne cesse de croître grâce aux vagues successives d'immigration, notamment d'Arméniens quittant la Perse.
En 1830, la ville est divisée en deux parties. Les quartiers de l'est de la ville sont habités par les populations turcophones tandis que les Arméniens peuplent les quartiers ouest, plus en hauteur.

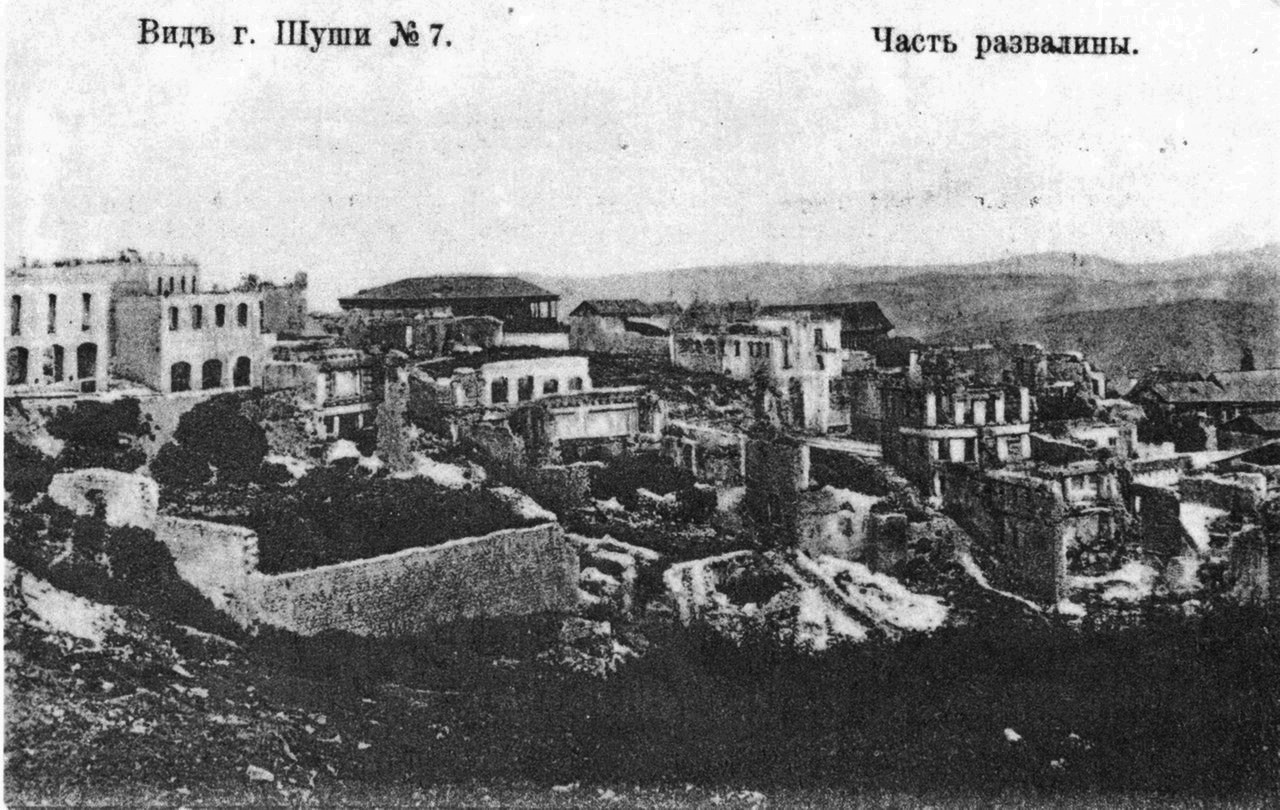
La ville après les pogroms anti-arméniens.

Les premières tensions entre les deux ethnies ont lieu au début du XXe siècle. La population arménienne n'a cessé de croître au XIXe siècle et toute la région est en proie à des tensions entre les populations musulmanes et arméniennes. De plus, en périphérie de la Russie, ce début de siècle est marqué, outre la révolution bolchévique, par la recherche d'autonomies territoriale et culturelle et le Caucase n'y échappe pas. Le 5 août 1905, les premières tensions entre les deux ethnies éclatent et des centaines de personnes sont tuées et plus de 200 maisons brulées ; ces violences s'inscrivent dans le cadre des massacres arméno-tatars de 1905-1907.
À la fin de la Première Guerre mondiale, après la chute de l'Empire ottoman, le Karabagh est occupé par les troupes britanniques. Son commandement désigne l'Azerbaïdjan pour gouverner le Karabagh. Son Conseil accepte de coopérer avec Bakou en attendant que le sort de la région soit réglé par la conférence de paix de Paris.
Mais à l'été 1919, la tension monte et 700 chrétiens de la ville sont massacrés par les Tatars. La tension culmine avec la révolte arménienne fortement réprimée par l'armée azerbaïdjanaise. La situation s'envenime et plus de 20 000 Arméniens sont massacrés durant le pogrom de mars 1920.
Peu de temps après, l'Armée rouge envahit l'Azerbaïdjan puis l'Arménie qui sont intégrés à l'URSS lors de sa création en 1922. En 1923, malgré les promesses bolchéviques faites aux Arméniens, le Haut-Karabagh devient une région autonome au sein de la nouvelle RSS d'Azerbaïdjan. Après les pogroms de 1920, Chouchi n'est plus qu'une petite ville de 5 000 habitants et laisse le titre de capitale de région à la ville voisine de Stepanakert.
La ville reste en ruines jusque dans les années 1960 où l'on remarque son potentiel touristique. Dans les années 1970, les touristes viennent de toute l'Union soviétique se reposer à Chouchi et profiter des paysages montagneux de toute la région.
Avec la guerre et la prise de la ville par les Arméniens le 9 mai 1992, des quartiers entiers sont ravagés et restent en ruines pendant de longues années.
Lors de la guerre de 2020 au Haut-Karabagh, des frappes aériennes azéries contre la ville de Chouchi le 8 octobre font plusieurs blessés et causent des dégâts importants à la cathédrale. Lors d'une allocution télévisée, le président azerbaïdjanais annonce le 8 novembre 2020 avoir repris la ville. Elle repasse officiellement sous le contrôle de l'Azerbaïdjan dans le cadre de l'accord de cessez-le-feu sur le Haut-Karabagh du 10 novembre 2020. La république d'Artsakh continue cependant de la revendiquer.
À partir de 2021, la ville fait l'objet d'un plan de reconstruction et de restauration de monuments anciens.
Le 31 juillet 2023, le président Ilham Aliyev signe un décret instaurant le 8 novembre comme le « jour de la ville de Choucha ».

## Population
Recensements (*) ou estimations de la population, :
| 1897*  | 1923* | 1926* | 1939* | 1959* |
| ------ | ----- | ----- | ----- | ----- |
| 25 881 | 6 976 | 5 107 | 5 424 | 6 117 |

| 1970* | 1979*  | 1989*  | 2002  | 2005  |
| ----- | ------ | ------ | ----- | ----- |
| 8 693 | 11 729 | 15 039 | 3 000 | 3 191 |

| 2007  | 2008  | 2009  | 2010  | 2011  |
| ----- | ----- | ----- | ----- | ----- |
| 3 320 | 3 429 | 3 599 | 3 880 | 4 136 |

| 2013  | 2015  | - | - | - |
| ----- | ----- | - | - | - |
| 4 300 | 4 446 | - | - | - |

## Personnalités nées à Chouchi
- Suraya Qadjar, chanteuse soviétique azerbaïdjanaise ;
- Mahluga Sadigova (1917-2003), actrice azerbaïdjanaise.
- Hachim bey Vazirov (1868-1916), écrivain azerbaïdjanais.

## Culture et patrimoine

### Monuments religieux chrétiens
- La cathédrale arménienne du Saint-Sauveur (Ghazanchetsots) a été inaugurée en 1887.
- L'église Saint-Jean-Baptiste (Kanach Zham), a été ouverte en 1818 et détruite en 2024.

### Monuments religieux musulmans
- La mosquée Yukhari Govhar Agha a été construite entre 1768 et 1885 dans la partie haute de la ville.
- La mosquée Achaghi Govhar Agha a été construite en 1874-1875 dans la partie basse de la ville.
- La mosquée Mamayi est située dans la partie haute de la ville.
- La mosquée de Saatli.
- L'ancienne mosquée de Mardinli.
- La mosquée de Gouyoulougue.

### Autres monuments
- Le théâtre national de drame musical de Choucha
- Le caravansérail Agha Qahraman Mirsiyab oglu
- Le mausolée de Molla Panah Vaguif, inauguré en 1982 et restauré en 2021.
- Un musée de l'histoire du Karabakh a ouvert en 1991 mais a été fermé en 1992 en raison de l'occupation de la ville.
- Source Khan Kizi

Chouchi est considérée comme étant le berceau de la musique et de la poésie azerbaïdjanaises et l'un des principaux centres de la culture azerbaïdjanaise, ayant été déclarée capitale culturelle de l'Azerbaïdjan en janvier 2021,.

### Chouchi dans le cinéma
- Le Murmure des ruines, réalisé par Liliane de Kermadec